# Uvaria schizocalyx
Uvaria schizocalyx är en kirimojaväxtart som beskrevs av Cornelis Andries Backer. Uvaria schizocalyx ingår i släktet Uvaria och familjen kirimojaväxter. Inga underarter finns listade i Catalogue of Life.